# Термоэлектрические явления
Термоэлектри́ческие явле́ния — совокупность физических явлений, обусловленных взаимосвязью между тепловыми и электрическими процессами в металлах и полупроводниках.
К термоэлектрическим явлениям относятся:
- Эффект Зеебека
- Эффект Пельтье
- Эффект Томсона

В некоторой степени все эти эффекты одинаковы, поскольку причина всех термоэлектрических явлений — нарушение теплового равновесия в потоке носителей (то есть отличие средней энергии электронов в потоке от энергии Ферми).
Абсолютные значения всех термоэлектрических коэффициентов растут с уменьшением концентрации носителей; поэтому в полупроводниках они в десятки и сотни раз больше, чем в металлах и сплавах.